# Condado de Inyo
O condado de Inyo (em inglês:  Inyo County) é um dos 58 condados do estado americano da Califórnia. Foi fundado em 1866. A sede do condado é Independence e a cidade mais populosa é Bishop.

## Geografia
De acordo com o United States Census Bureau, o condado possui uma área de 26 487 km², dos quais 26 368 km² estão cobertos por terra e 119 km² por água.
O ponto mais alto dos 48 estados americanos contíguos, o Monte Whitney, está localizado no condado de Inyo. O ponto mais baixo de todo o país, o Vale da Morte, também está localizado em Inyo.

## Demografia
Segundo o censo nacional de 2010, o condado possui uma população de 18 546 habitantes e uma densidade populacional de menos de 1 hab/km². Possui 9 478 residências, que resulta em uma densidade de 0,4 residências/km².